# Léo Taxil
Léo Taxil, eredeti nevén Marie Joseph Gabriel Antoine Jogand-Pagès (Marseille, 1854. március 21. – Sceaux, 1907. március 31.) francia antiklerikális író, újságíró, aki arról vált nevezetessé, hogy rászedte a pápát és a francia főpapokat.

## Élete
Jezsuita neveltetést kapott, de hamar megundorodott az egyháztól, és nemsokára éles hangvételű katolicizmus-ellenes írásaival vált ismertté. Több pénzbüntetés után 1879-ben bíróság elé állították A bas la calotte című írásáért, melyben a vád szerint egy, az állam által elismert egyházat gyalázott. 8 évre ítélték, ezért Svájcba menekült, de rövidesen amnesztiát kapott. Ekkor visszatért Franciaországba, és Párizsban egyházellenes könyvtárat nyitott. 1881-ben belépett az egyik francia szabadkőműves páholyba, de néhány hónappal később becstelen viselkedés miatt kizárták.
1884-ben, XIII. Leó pápa Humanum genus nevű, a szabadkőműveseket támadó enciklikájának megjelenése után azt állította, megbánta korábbi viselkedését, nyilvános bűnbánatot tartott, és színleg visszatért a katolikus egyházba. Ezután kampányba kezdett a szabadkőművesek ellen, a páholyaikat sátánimádattal vádolva, és azt állítva, hogy bizonyos Diana Vaughan írta meg neki vallomását egy sátánista szektáról. Könyvei annak ellenére rendkívül sikeresek lettek a katolikusok körében, hogy ez a „Diana Vaughan” a nyilvánosság előtt sosem mutatkozott. 1892-től Taxil egy szabadkőműveseket támadó újságot is kiadott, La France chrétienne anti-maçonnique címmel. 1887-ben audiencián járt XIII. Leó pápánál, aki rendre utasította Charleston püspökét, amiért az koholmánynak titulálta a szabadkőműves-ellenes vallomásokat, és a szentatya áldását adta egy 1896-os trenti szabadkőművesek elleni kongresszushoz is.
Ekkorra azonban már túl sok kétség gyűlt fel az egyházon kívül és belül is Vaughan vallomásainak igaz voltát illetően, sőt már a létezését is kezdték megkérdőjelezni. Taxil végül megígérte, hogy magával hozza egy általa, 1897. április 19-én tartott előadásra. A hallgatóságot (akik közt rengeteg pap is volt) azonban ezen az előadáson kellemetlen meglepetés érte: Taxil bejelentette, hogy Diana csupán egy, az ő alkalmazásában álló titkárnő volt, aki megengedte neki, hogy a nevét az átveréseihez kölcsönözze. Emellett bejelentett másfajta átveréseket is, például hogy rávette a marseille-i kikötő parancsnokát, hogy nem létező cápákat irtson ki a kikötőből, és turistákat, archeológusokat vonzott a Genfi-tó nem létező vízalatti városához. 
Beismeréseit a hallgatóság felháborodással fogadta; amikor Taxil elhagyta a termet, meg akarták lincselni, és egy rendőrnek kellett őt elkísérnie egy közeli kávézóig.
Taxil önleleplezése után elköltözött Párizsból, és vidéken élt egészen 1907-ben bekövetkezett haláláig.

## Fontosabb írásai
- XI. Pius titkos szeretői (Les amours secrètes de Pie IX) – könyve, mely a szabadkőműves páholyból való kizárásának egyik oka volt
- TAXIL Leó volt szabadgondolkodónak önvallomásai, Buzárovits G., Esztergom, 1887, http://www.ppek.hu/konyvek/Taxil_Leo_volt_szabadgondolkozonak_onvallomasai_1.pdf
- Revélations complètes sur la franc-maçonnerie – „megtérése” után kiadott négykötetes mű a szabadkőművességről, melyben páholyaikat koholt tanúvallomásokra alapozva sátánizmussal vádolta
- A Sátán a XIX. században (Le diable au XIXe siècle) c. könyve, mely „bemutatja” Diana Vaughan figuráját
- Eucharistic Novena – a pápa által dicsért imagyűjteménye, melyet Taxil a „megtért” Diana Vaughan nevében adott ki
- A szórakoztató Biblia (La Bible Amusante) című, 1897-ben megjelent könyve, melyben a Biblia ószövetségi részét figurázta ki

## Magyarul
- Taxil Leo volt szabadgondolkozónak önvallomásai; ford. Csápori Gyula; Buzárovits Ny., Esztergom, 1887
- A szórakoztató biblia; ford. Gellért György; Kossuth, Bp., 1963
- A szórakoztató Biblia; ford. Gellért György; Anahita-Ninti, Bp., 2001

## Külső hivatkozások
- http://www.masonicinfo.com/taxil.htm Archiválva 2022. április 17-i dátummal a Wayback Machine-ben
- http://www.bautz.de/bbkl/t/taxil_l.shtml
- http://www.cix.co.uk/~craftings/leo.htm
- The Confessions of Leo Taxil Archiválva 2008. május 13-i dátummal a Wayback Machine-ben – Taxil önleleplező beszéde, angolul